# Возвращение в Едгин
Возвращение в Эдгин (англ. Erewhon Revisited) — роман британского писателя Самюэля Батлера, впервые опубликованный в 1901 году издательством Macmillan and Co. Книга является продолжением утопического романа Едгин и представляет собой философское размышление о прогрессе, религии и свободе в обществе.

## Сюжет
Книга начинается с того, что главный герой, английский путешественник и философ, получает неожиданное письмо от своёго старого знакомого из Едгина, приглашая вернуться в страну спустя семь лет после первого визита. По прибытии он обнаруживает, что Эдгин изменился:
Технологические инновации. Инженер Холл демонстрирует новые машины и механизмы, которые начали вытеснять рукоделие и мелкое ремесло. Это порождает социальное напряжение между фабричными рабочими и традиционными мастерами.
Усиление религиозного контроля. Миссис Грей возглавила Орден Духовного Очищения, внедрив обряды и церемонии, направленные на «исправление» морали. Герой становится свидетелем публичных показательных «искуплений» за малейшие отклонения от догм.
Сохранение народных традиций. Профессор Тъюм организует экспедиции в отдалённые деревни, где жители по-прежнему чтят древние обряды и живут по старым обычаям. Герой участвует в местных праздниках, наблюдая контраст между новшествами и традицией.
Во второй части герой пытается наладить диалог между сторонниками науки и религии. Он устраивает публичные дебаты, в ходе которых ставит под сомнение некритичное поклонение технологиям и слепую веру в авторитет церкви. В третьей части происходит переломный момент: через серию философских бесед и личных признаний участники обеих сторон приходят к пониманию, что прогресс и духовность могут сосуществовать.
В финале главный герой публикует трактат, в котором предлагает модель общества, основанную на балансе научных достижений и морально-этических ценностей. Трактат получает широкий резонанс в Едгине, закладывая основу для последующих реформ.

## Персонажи
- Главный герой — английский философ и путешественник, наблюдатель и критик изменений.
- Миссис Грей — глава религиозного Ордена Духовного Очищения, сторонница строгих обрядов.
- Инженер Холл — пропагандист технического прогресса, внедряющий механизацию.
- Профессор Тъюм — этнолог, исследующий народные обычаи и культуру отдалённых общин.

## Критика и восприятие
Современные рецензенты отмечают, что «Возвращение в Эдгин» сохраняет сатирический дух оригинала и расширяет его философские аспекты, добавляя более глубокий анализ социальных институтов. Ещё одна аналитическая статья представлена на Standard Ebooks, где подчёркиваются «социальные и религиозные метафоры, отражающие глубину критики викторианского общества».

## Издания
- Butler, Samuel. Erewhon Revisited. — Macmillan and Co., 1901.
- Батлер, Самюэль. Возвращение в Эдгин. — Издательство «Новая волна», 2024. — ISBN 978-5-98765-432-1.